# Sundarpur (Udayapur)
Sundarpur era un comitato per lo sviluppo dei villaggi (VDC) del Nepal situato nella Provincia No. 1 e nel distretto di Udayapur, è stato abolito dal marzo 2017 in seguito ad una riforma amministrativa.
Al censimento del 1991 aveva 4 439 abitanti, distribuiti in 837 abitazioni distinte.